# 機密檔案實錄火蝴蝶
《火蝴蝶》全名是《機密檔案實錄火蝴蝶》。由於片中出現了大量粗口和暴力鏡頭，所以被列為三級片。火蝴蝶是已絕種的蝴蝶品種。
本片是已故演員羅慧娟生前極少數飾演「壞人」角色的電影作品。

## 劇情簡介
Cat(羅慧娟飾)與男朋友Ben(林俊賢飾)是一對不良青年。Ben非常欣賞火蝴蝶的美麗，於是敢愛敢恨的Cat紋了一隻火玫瑰於胸前。他們在一次打劫的士司機的行動中，被警察烏嘴狗(苗僑偉飾)發現，Cat不幸被捕而Ben則成功逃脫。在Cat入獄期間，Ben變得修心養性，結束了過去的荒唐生活，更開設了一間車房。Cat出獄後，欲與Ben重修舊好，但Ben卻結識了新女友Alda(童愛玲飾)，只好留在Ben的車房打工。Cat因經濟問題而欠債，債主大口扒(王青飾)在Ben的車房搗亂，Cat為了報仇，竟在大口扒的汽車內放置炸彈，使大口扒的下屬受重傷。大口扒強逼Cat償還湯藥費，更企圖強姦Cat，Cat誓死反抗，只好參與大口扒的偷車行動。偷車行動失敗，大口扒率眾到車房，企圖殺害Cat，這時車房只有Cat和Alda兩人，Cat為了保護Alda，於是極力頑抗，身受重傷。幸好烏嘴狗和Ben趕到車房，保護了兩人的安全，並拘捕了大口扒。在醫院裡，Cat放棄了對感情的執著，祝福Ben和Alda二人，並因領略到烏嘴狗一直對自己有情有義，所以向烏嘴狗示愛。

## 人物角色
| 角色名稱 | 演員                    | 簡介                                                                              |
| -------- | ----------------------- | --------------------------------------------------------------------------------- |
| Cat      | 羅慧娟 粵語配音: 鄭麗麗 | 原名陳梅香 胸前有火蝴蝶紋身 釋囚 在前男友Ben開設的車房工作 性格敢愛敢恨、敢作敢為 |
| Ben      | 林俊賢 粵語配音: 黃志成 | Cat的前度男友 車房業主                                                            |
| 烏嘴狗   | 苗僑偉                  | 警察 多次幫助Cat脫離險境                                                          |
| Alda     | 童愛玲                  | Ben的現任女友 在車房擔任文書工作                                                  |
| 大口扒   | 王青                    | Cat的債主                                                                         |
|          | 八両金                  |                                                                                   |

## 經典金句
- 八両金：「我老母食咗雙重避孕丸，我老豆戴咗雙重安全套，都避唔到我，你哋唔駛旨意避開我！」

## 外部連結
- 香港影庫上《機密檔案實錄火蝴蝶》的資料（繁體中文）
- 时光网上《機密檔案實錄火蝴蝶》的資料（简体中文）
- 豆瓣电影上《機密檔案實錄火蝴蝶》的資料 （简体中文）
- 互联网电影数据库（IMDb）上《機密檔案實錄火蝴蝶》的资料（英文）